# Wilhelm von Thoma
Wilhelm Josef Ritter von Thoma, född 11 september 1891 i Dachau, Bayern, Kejsardömet Tyskland, död 30 april 1948 i Dachau, Bayern, Tyskland, var en tysk officer som tjänstgjorde i första världskriget, spanska inbördeskriget och andra världskriget. Från 1941 till 1942 förde han befälet över 20. Panzer-Division under Operation Barbarossa. 1942 befordrades von Thoma till General der Panzertruppe.

### Webbkällor
- Miller, Michael D.; Collins, Gareth. ”General der Panzertruppe Wilhelm Josef Ritter von Thoma” (på engelska). Axis Biographical Research. Arkiverad från originalet den 17 januari 2014. https://archive.today/20140117191847/http://www.geocities.com/~orion47/WEHRMACHT/HEER/General2/THOMA_WILHELM.html. Läst 17 januari 2014.